# Station Leiden Centraal
Station Leiden Centraal is het grootste spoorwegstation in de Nederlandse stad Leiden, provincie Zuid-Holland. Leiden heeft daarnaast twee andere spoorwegstations: aan de zuidoostelijke kant van de stad ligt station Leiden Lammenschans en aan de zuidwestelijke kant, op de grens van de gemeenten Leiden en Voorschoten, ligt station De Vink.
De stationshal is op straatniveau en heeft een ingang aan de centrumzijde en een aan de zeezijde. Deze biedt via trappen, roltrappen en liften toegang tot de drie hoger gelegen perrons: van centrumzijde naar zeezijde een perron met kopsporen 1 en 2, een eilandperron met de sporen 4 en 5, en een eilandperron met de sporen 8 en 9. De sporen 1 en 2 en de b-gedeelten (gezien vanaf het centrum links) van de sporen 4, 5, 8 en 9 bereikt men zo direct, en zijn er roltrappen omhoog. Voor de sporen 4a, 5a, 8a en 9a zijn er geen roltrappen en moet men bovendien nog een stukje lopen over het perron.

## Geschiedenis

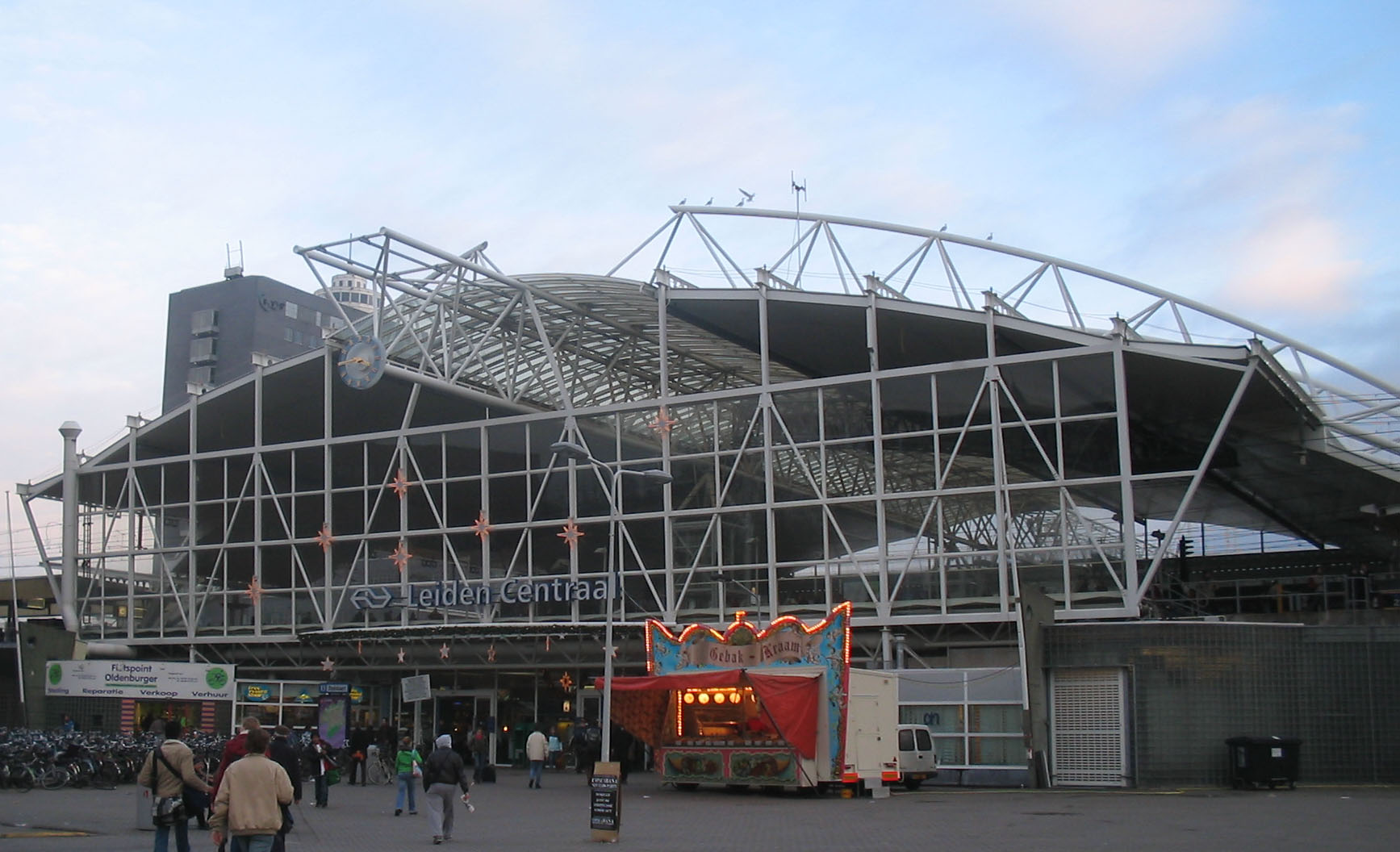
Westelijke toegang (zeezijde)

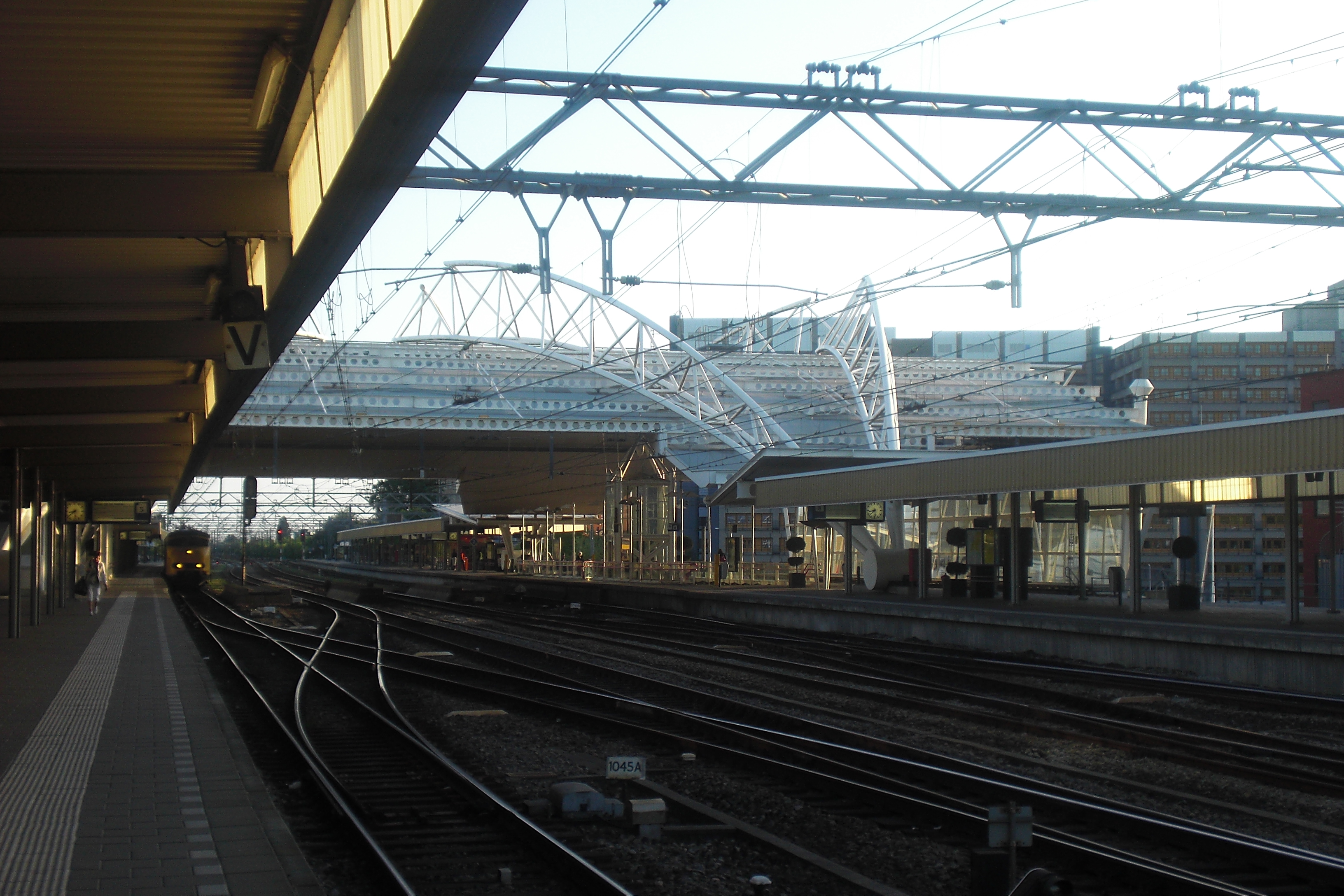
Zicht op het station vanaf spoor 5a

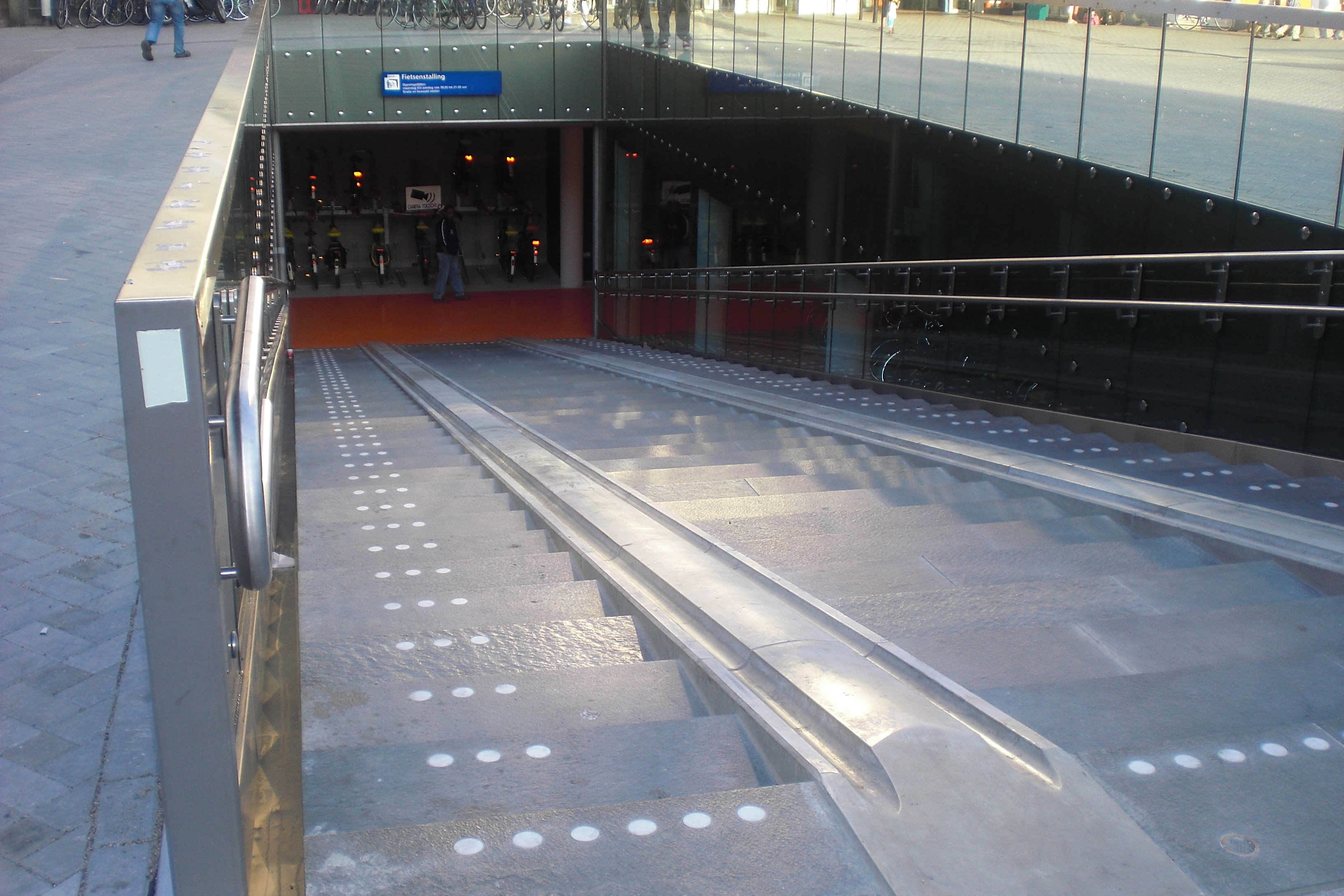
Ingang nieuwe fietsenstalling aan de zeezijde.

Het eerste station Leiden werd geopend op 17 augustus 1842 aan de Oude Lijn, de eerste spoorlijn van de HIJSM. Zoals in die vroege dagen gebruikelijk ging het in eerste instantie om een tijdelijk gebouw, weinig meer dan een schuur, ten noorden van de nog niet voltooide brug over de Haarlemmer trekvaart. 

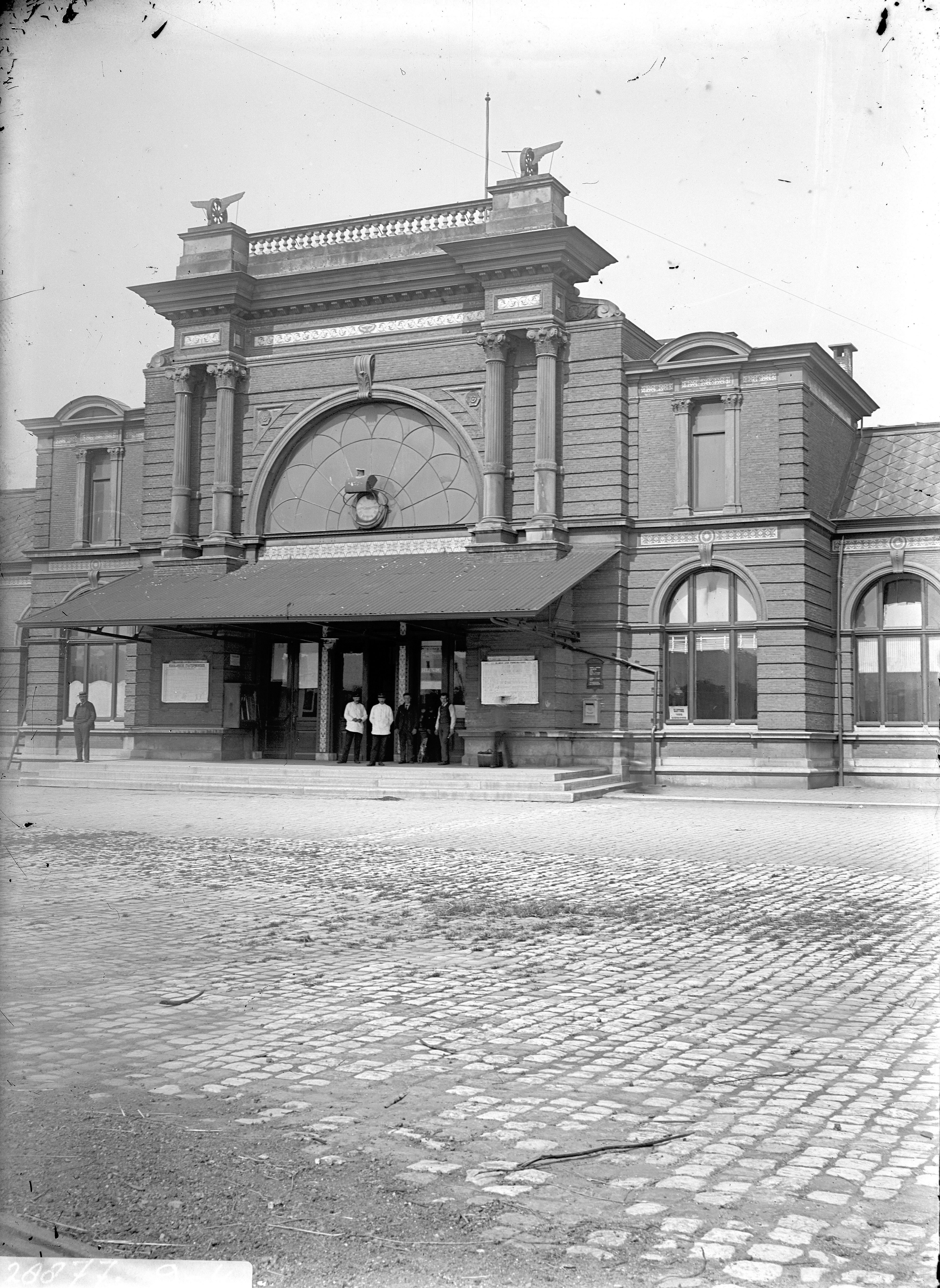
De entree van Margadants station (1878), gezien vanaf het Stationsplein naar het noordwesten.

Op 15 juni van het volgende jaar kon het eerste permanente station worden geopend, ontworpen door Cornelis Outshoorn. Dit bleek al snel te klein en het werd in 1878 vervangen door een nieuw gebouw van Dirk Margadant. Dat gebouw was een "gemeenschappelijk station", waarvan naast de HIJSM ook de concurrerende Nederlandsche Rhijnspoorweg-Maatschappij gebruikmaakte als eindstation van de door haar geëxploiteerde lijn uit Woerden en Utrecht. Het ontwerp, waaraan ook werd bijgedragen door Theodor Sanders, was deels geïnspireerd op dat van het Lehrter Bahnhof in Berlijn, met een centraal raam in de vorm van een triomfboog, geflankeerd door twee kolommen.
Naarmate het verkeer rond het station intensiever werd, namen de verkeersproblemen toe; de vaak gesloten, gelijkvloerse overweg zorgde voor oponthoud terwijl de hectische situatie met trams en steeds meer auto's leidde tot ongelukken. In 1955, toen de spoorlijn omhoog werd gebracht, werd het station van Margadant vervangen door een ander gebouw, ontworpen door H.G.J. Schelling. Het werd gekenmerkt door een grijze betonnen bouw, die in die jaren ook werd toegepast bij de stations van Arnhem, Enschede, Hengelo en Zutphen. Er waren veel pilaren in de hal en de gangen. Via een trap kon de hoofduitgang bereikt worden. Voor het doorgaande autoverkeer, dat direct voor het station langs reed, werd in de vroege jaren negentig een tunnel aangelegd.

### Knooppuntvorming
Tot 1976 was Leiden een station aan de Oude Lijn waar alleen overgestapt kon worden op de Spoorlijn Woerden - Leiden. Maar met het gereedkomen van verbindingssporen in 1976 (bij Station Den Haag Laan van NOI) tussen de Oude Lijn en het in 1973 geopende Station Den Haag Centraal werd de rol van station Leiden als overstapstation groter. Reizigers konden in Leiden voortaan een (overstap)keus maken of ze, zoals voorheen, naar Station Den Haag HS en naar verdere bestemmingen wilden reizen of naar Station Den Haag Centraal (tot 29 mei 2000 CS i.p.v. Centraal) dat veel dichter bij het centrum lag en met een groot bus- en tramstation ook veel meer lokale aansluitingen bood. (Een klein jaar eerder, vanaf september 1975, was het reeds mogelijk om in Den Haag van NOI over te stappen op (pendel-)treinen naar Den Haag Centraal die via een tweesporige verbindingsboog reden.)
Tegen het einde van de 20e eeuw waren er twee grote spoorweguitbreidingen rond Leiden.
- Door de Schiphollijn, geopend in 1981, die na de indienststelling van de Westelijke tak van de Ringspoorbaan in 1986 een tweede verbinding gaf met Amsterdam Centraal, werd Leiden, ook voor de noordelijke richtingen, een belangrijk spoorwegknooppunt met veel overstappende reizigers.
- Door het drukke treinverkeer op de Schiphollijn was het traject Leiden – Den Haag een flessenhals geworden, zodat het viersporig werd gemaakt. Hierdoor werd een spooruitbreiding van het station noodzakelijk, die in 1995 werd uitgevoerd.

### Stationsgebouw (1996 - heden)
Na de komst van de Schiphollijn werd het station van Schelling te klein bevonden voor het steeds verder groeiende aantal reizigers. Vooral de hal en de tunnel naar de perrons werden te krap. In 1996 werd een nieuw en het vierde stationsgebouw van Leiden opgeleverd. 
Het stationsgebouw is in 1987 ontworpen door NS-architect Harry Reijnders. Het voor die tijd futuristische ontwerp bestaat uit witte vakwerkconstructies. Kenmerkend is de entree, bestaande uit een gebogen witte schelp. Op 4 mei 1996 werd het officieel geopend. Het was ontworpen volgens het Rail 21 concept waarbij hogesnelheidstreinen via twee passeersporen in het midden van het station met 160 km/h konden passeren. Aanvankelijk werd bij de hoofdingang een grote, aparte ruimte voor de kaartverkoop geopend. Met de komst van de kaartautomaten in de stationshal bleek deze ruimte, die door het hoge plafond maar moeilijk te verwarmen was, grotendeels overbodig. De vloer van het station bestond oorspronkelijk uit wit en lichtblauw gekleurde tegels. Hoewel deze vloer een lichte aanblik gaf, deden de eerste problemen zich al snel voor. Bij nat weer werd de tegelvloer snel glad. In het voorjaar van 2009 kwam er een nieuwe vloer, bestaande uit de standaard grijze vloertegels, zoals die destijds gebruikt werden bij de vervanging van vloeren of bij nieuwbouw van stations.
Aan de voorzijde (centrumzijde) van het station bevinden zich een busstation en de taxibrug met daaronder een verdiepte fietsenstalling. Het doorgaande autoverkeer wordt hier onderlangs geleid in de in 1997 geopende Stationspleintunnel. Aan de achterzijde (zeezijde) is een verdiepte (gratis) bewaakte fietsenstalling met ruimte voor ruim 2.000 fietsen.

### Sporen en perrons
Sinds de verbouwing bestaat het station uit een perron met twee kopsporen 1 en 2, twee eilandperrons met de sporen 4 en 5 (centrumzijde) respectievelijk 8 en 9 (zeezijde) en vier niet-perronsporen 3, 6, 7 en 10. Het kop-perron is rond 1976 gebouwd en was al in gebruik voor alles afgewerkt was: treinen naar Alphen aan de Rijn en Utrecht hoefden daarna geen gebruik meer te maken van de eilandperrons zodat daar ruimte beschikbaar kwam voor treinen vanuit het toen nieuwe Den Haag Centraal en later ook naar Schiphol. Het eilandperron aan de zeezijde werd met de verbouwing van 1996 in westelijke richting opgeschoven. Daardoor kwam er ruimte om het doorgaande midden-spoor te verdubbelen tot de sporen 6 en 7, zodat internationale treinen zoals de Thalys, en de Beneluxtrein die sinds 1998 hier niet meer stopte, konden passeren. De twee eilandperrons zijn zodanig verlengd dat twee achter elkaar staande treinen ieder apart kunnen worden afgehandeld, dankzij wisselverbindingen met de aangrenzende sporen (overloopwissels). Hierdoor stoppen sommige treinen aan de noordkant van het station buiten de overkapping, op afstand van de trappen, de liften en de centrale stationshal.

### Naam
Toen het nieuwe station werd geopend beweerde de gemeente dat haar station, in reizigersaantallen het vijfde van Nederland, recht had op de aanduiding Centraal station. NS besloot toen de vijf stations met de grootste reizigersaantallen (Amsterdam CS, Utrecht CS, Den Haag CS, Rotterdam CS en Leiden) de toevoeging 'Centraal' te geven. In 1997 werd het station Leiden Centraal gedoopt, de rest volgde op 29 mei 2000.

### OV-chipkaart
In 2007 zijn poortjes geplaatst. Het OV-chipkaartgebied bestaat uit de perrons en het grootste deel van de stationstraverse met winkels en horeca. De lokettenhal en een aantal winkels vallen er buiten het OV-chipkaartgebied. De kaartautomaten zijn buiten en binnen het OV-chipkaartgebied geplaatst. Ondanks protesten, onder meer van de gemeente Leiden, zijn in april 2016 de poortjes gesloten, zodat men alleen nog met een geldig vervoerbewijs of een passagekaart onder het station door kan lopen.
De gemeente Leiden, die de stationstunnel ziet als een belangrijke voetgangersverbinding tussen het centrum en de bebouwing achter het station (met onder meer het Leids Universitair Medisch Centrum en het Level-gebouw), had bezwaar gemaakt tegen de voorgenomen afsluiting met poortjes voor niet-reizigers. De NS heeft verplaatsing van de poortjes naar onderaan of bovenaan de trappen onderzocht, maar deze plaatsen bleken niet geschikt. De NS biedt een gratis passage-recht, maar men zal als borg een instaptarief van € 20 moeten betalen. Bij een verblijf dat langer is dan zestig minuten is men dit bedrag kwijt. Op 29 augustus 2011 had de gemeente besloten op te treden tegen de poortjes omdat ze zonder vergunning zijn neergezet en omdat het bestemmingsplan aangeeft dat de stationshal een voetgangerstraverse is.

### Proefstation Leiden
In 2007 werd station Leiden Centraal een proefstation voor de nieuwe "wereldstations" van de Nederlandse Spoorwegen, een stationsconcept voor stations waar hogesnelheidstreinen stoppen. Op het station werden ideeën daarvoor beproefd. Leiden Centraal moest hiervoor worden verbouwd en dit was eind 2009 gereed. Niet iedereen toonde zich enthousiast over de verbouwingsplannen. De gemeente Leiden liet de bouw korte tijd stilleggen omdat vergunningen ontbraken. De bezwaren van de architect van het gebouw, Harry Reijnders, waren fundamenteler en richtten zich vooral tegen de versmalling van de centrale hal.

### RijnGouwelijn
Door wijzigingen in het politieke beleid en doordat de bekostiging niet rond kwam, wordt de RijnGouwelijn, een lightrailverbinding van Gouda naar Katwijk/Noordwijk via Leiden Centraal, niet aangelegd.

## Afbeeldingen

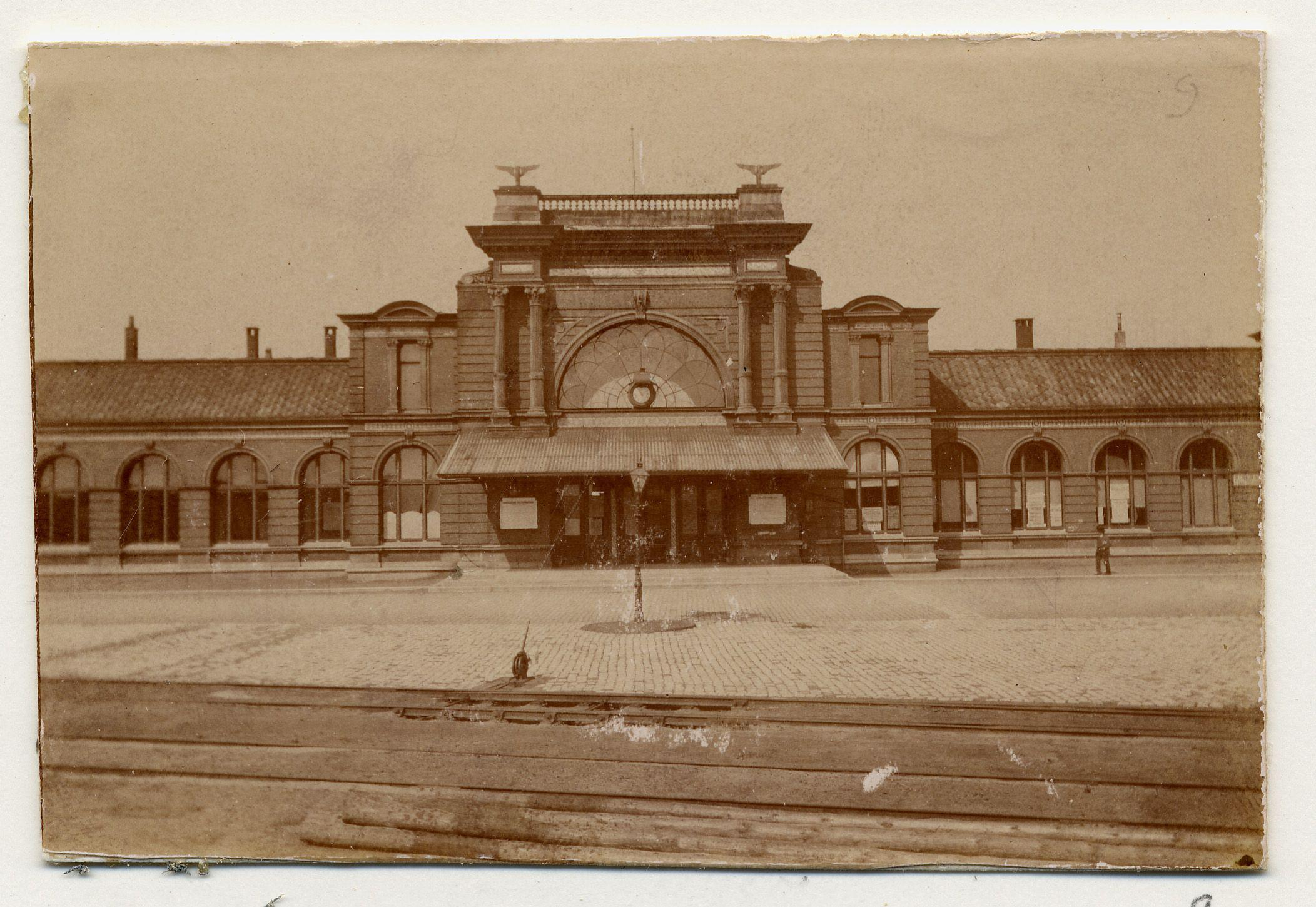
Station Leiden (ca. 1900)
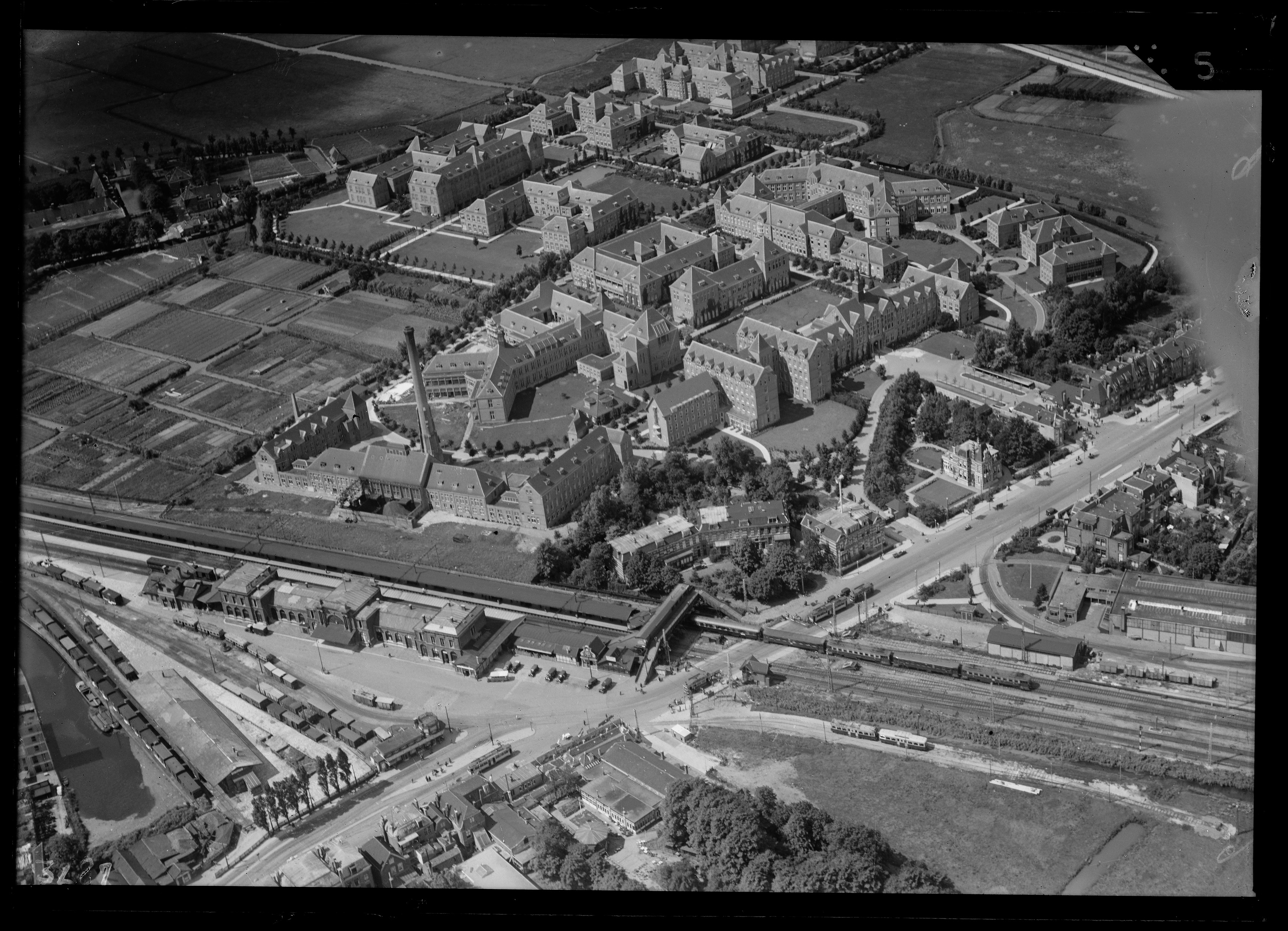
Gebied rond het station: Stationsplein, en aan de zeezijde wat nu het Boerhaavedistrict heet (ca. 1920-1940)
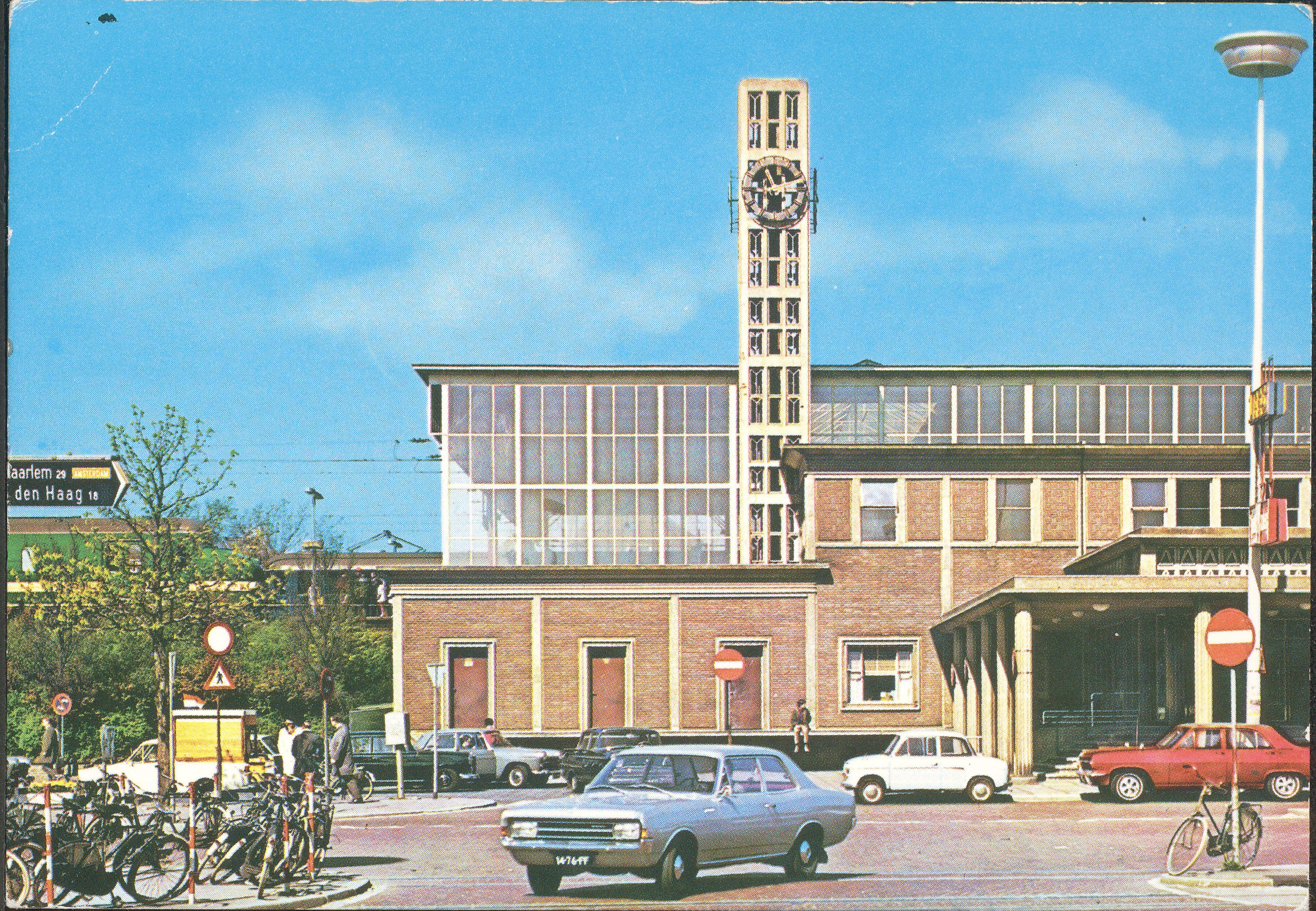
Station Leiden (ca. 1970)
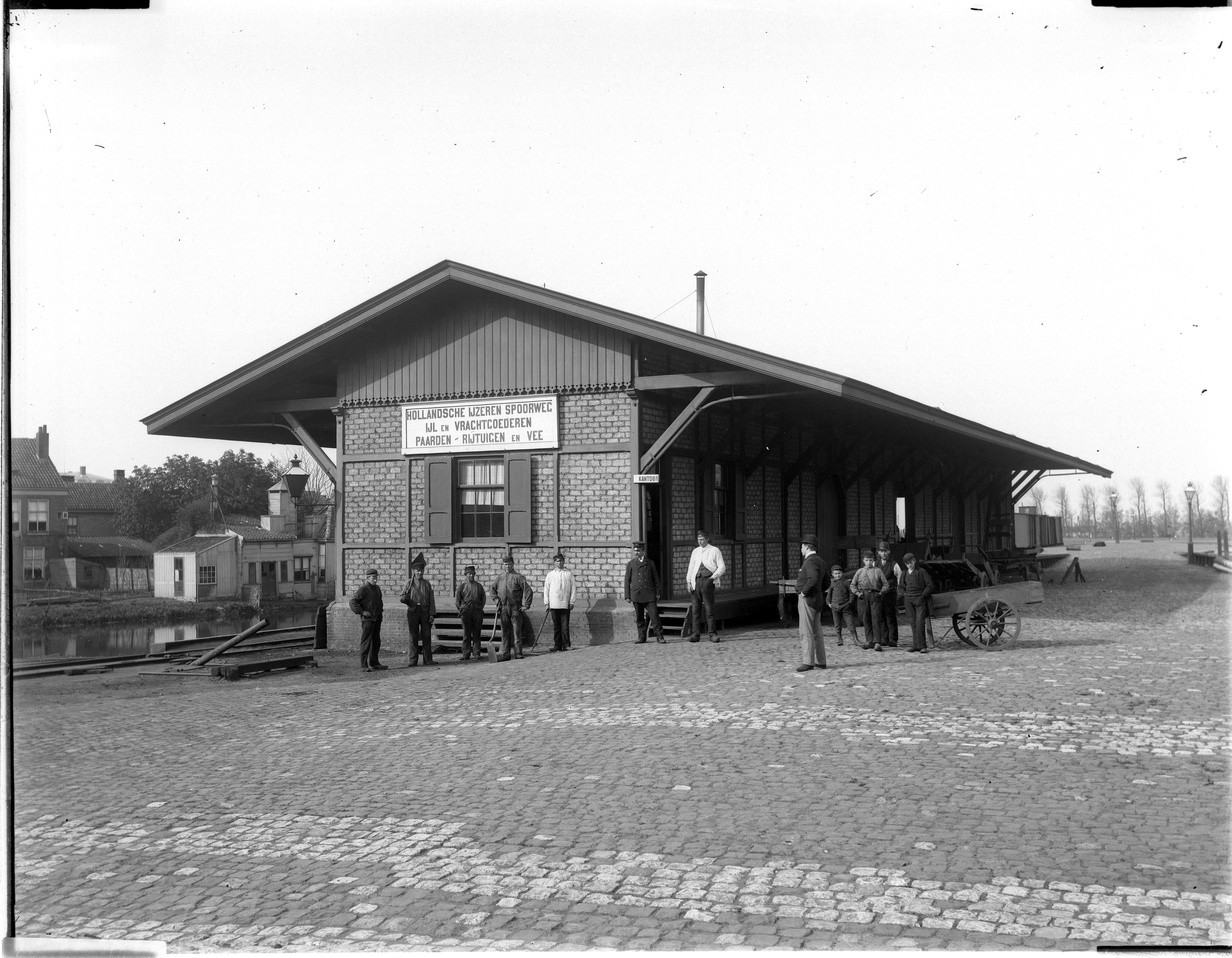
Goederenloods Station Leiden (ca. 1885)
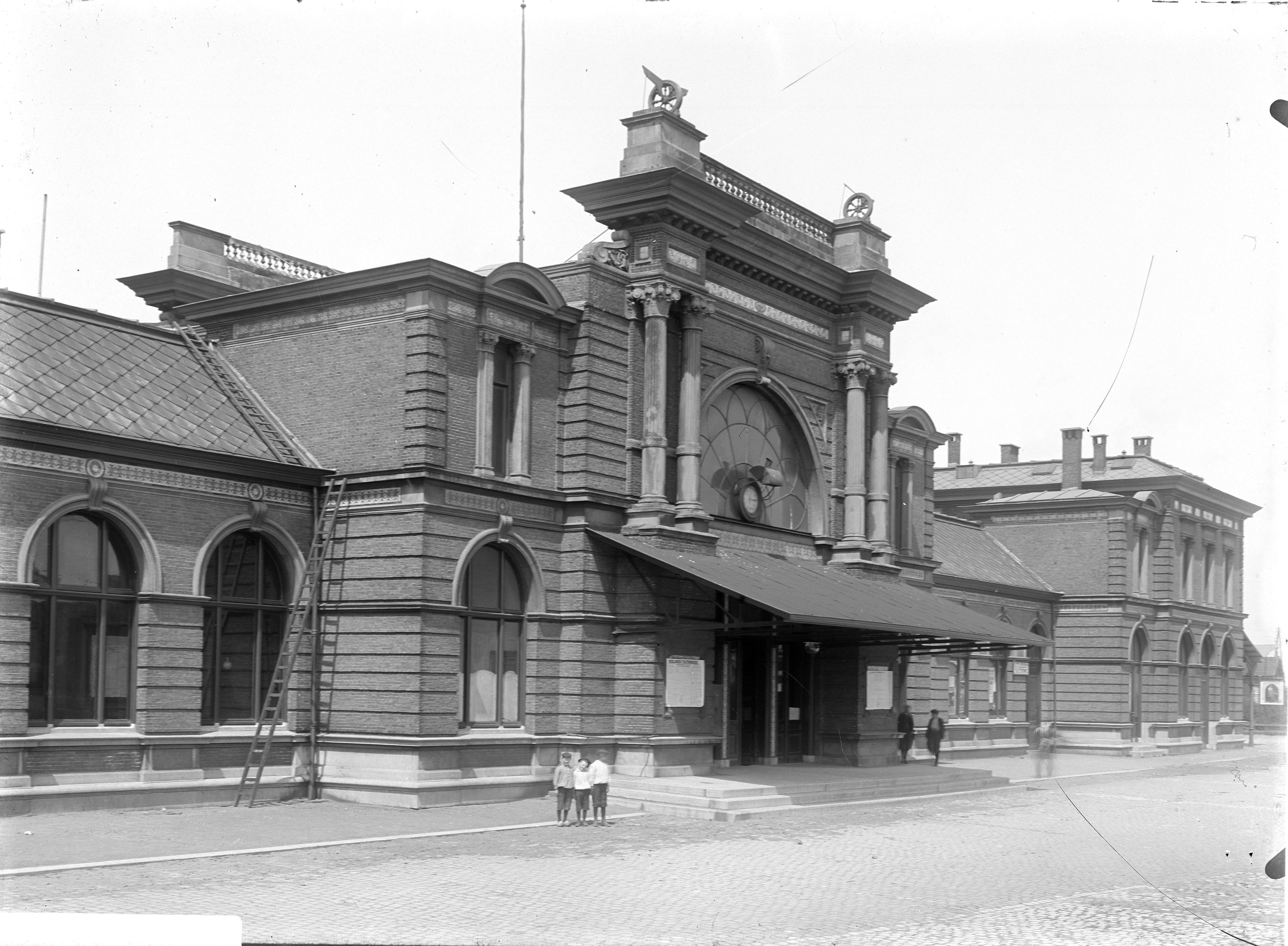
Gezicht op het middengedeelte met ingang en de rechtervleugel van het Station Leiden, gezien van het Stationsplein naar het noorden. Glasnegatief, eind 19e eeuw
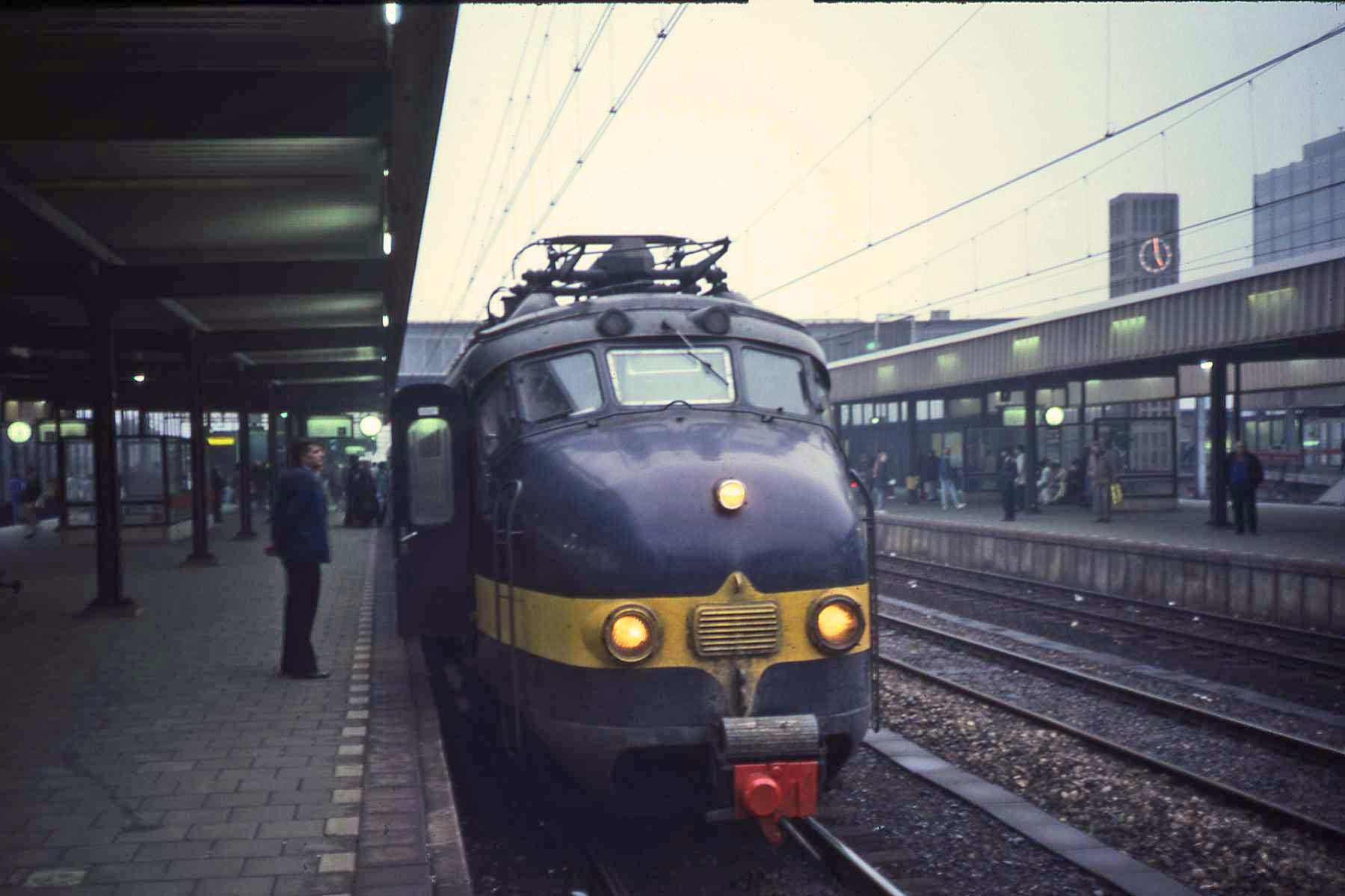
Internationale Beneluxtrein in 1986 (derde station). Er was hier toen slechts één doorrijspoor
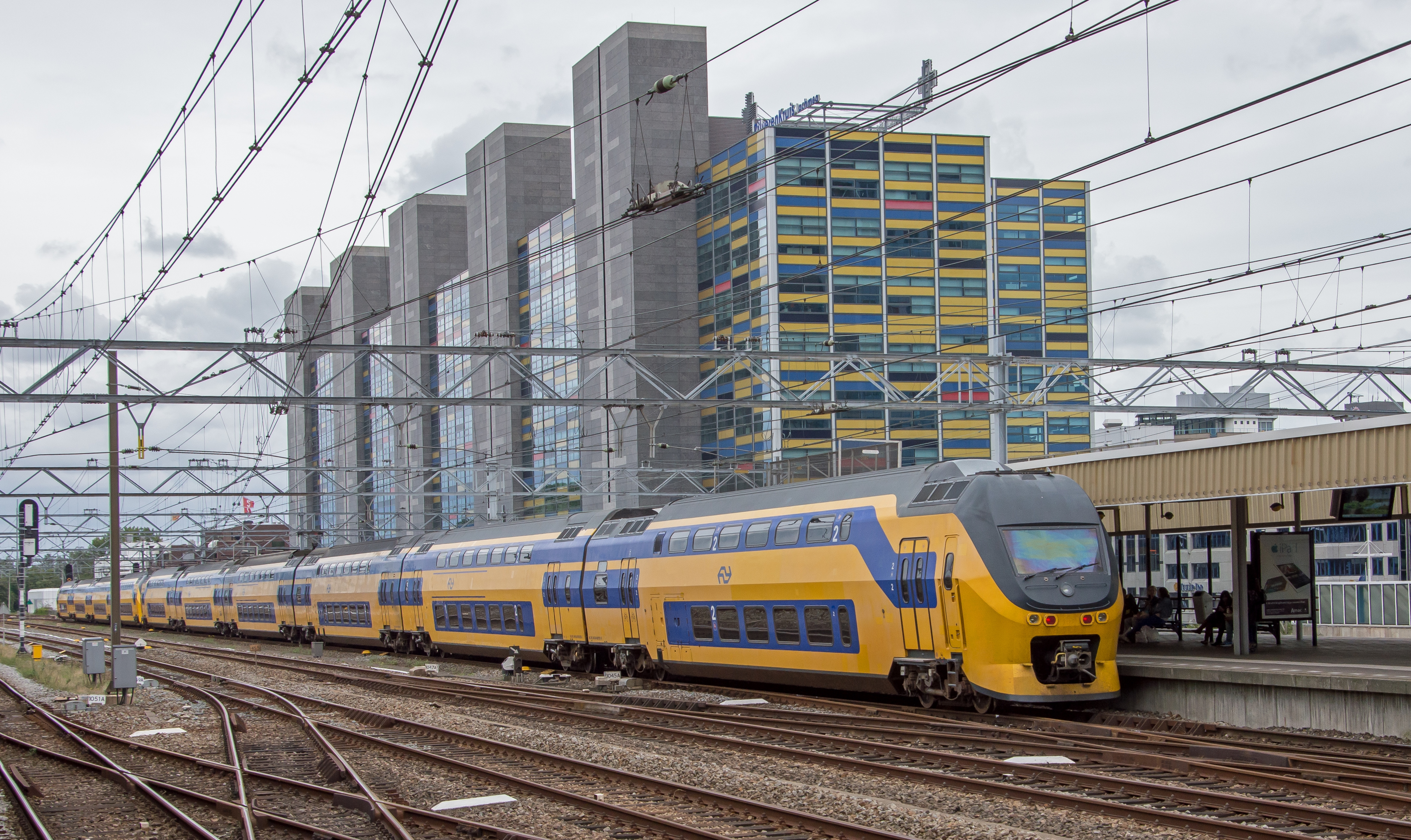
Het huidige station Leiden Centraal met dubbeldekstrein naar Lelystad; 16 augustus 2014
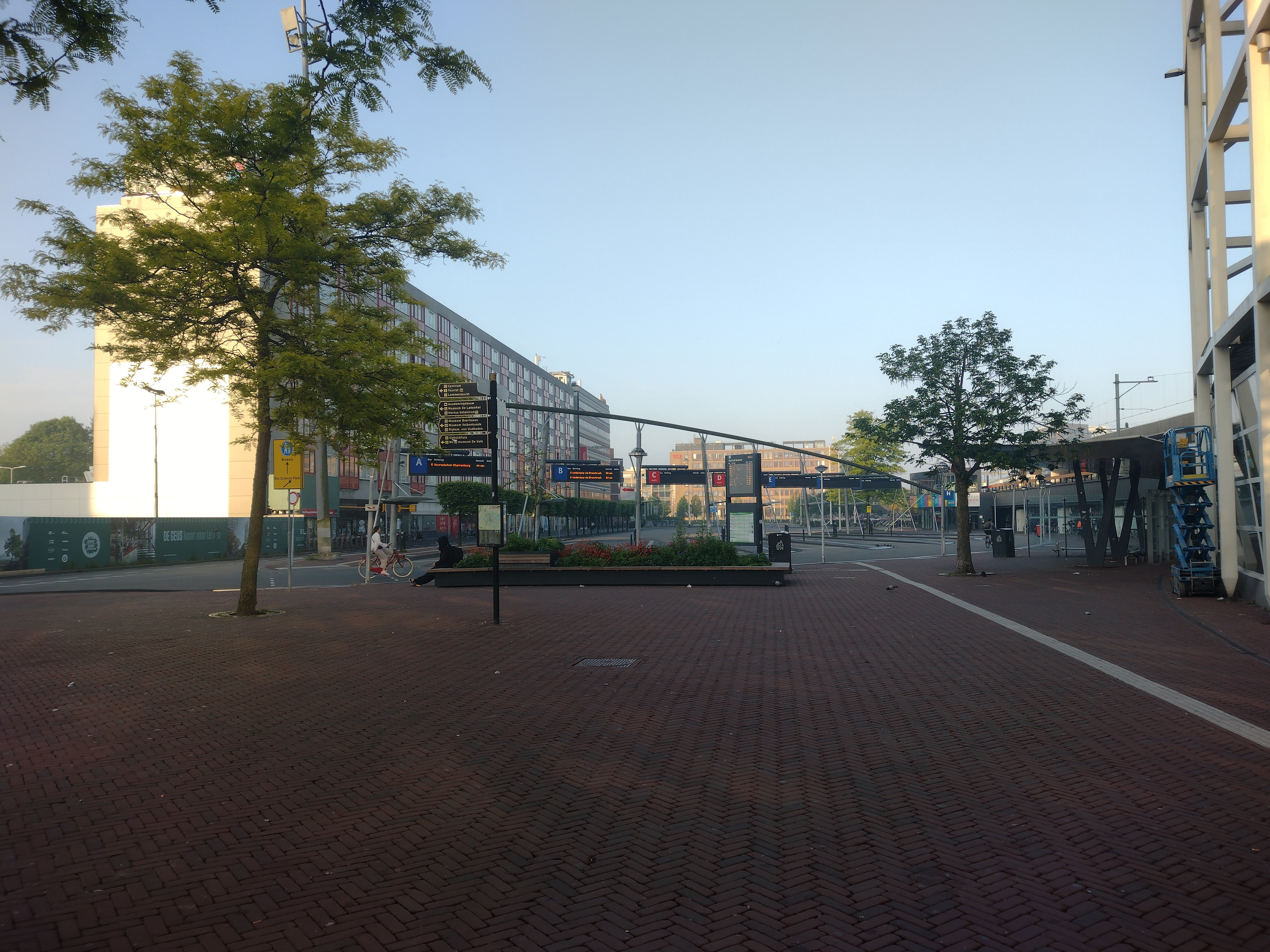
Busstation

## Knooppunt
Station Leiden Centraal is een knooppunt van OV-verbindingen. Door het gereedkomen van de HSL Zuid in 2009 en het verleggen van de Beneluxtrein over die HSL in 2018 wordt het station, inclusief de doorrijsporen, niet meer gebruikt door internationale treinen.

### Spoorlijnen
Er komen de volgende spoorlijnen samen:
- de spoorlijn Amsterdam - Rotterdam ("Oude Lijn"): Amsterdam Centraal / Hoorn – Haarlem – Leiden – Den Haag HS – Rotterdam Centraal en verder
- de spoorlijn Weesp - Leiden ("Schiphollijn"): Amsterdam / Weesp – Schiphol – Leiden – Den Haag Centraal / Rotterdam Centraal en verder
- de spoorlijn Woerden - Leiden: Leiden – Alphen aan den Rijn – Utrecht / Gouda

Het station wordt in de dienstregeling 2025 door de volgende treinseries bediend:
| Serie | Treinsoort     | Route | Bijzonderheden |
| ----- | -------------- | --- | --- |
| 1400  | Intercity (NS) | Utrecht Centraal – Amsterdam Centraal – Schiphol Airport – Leiden Centraal – Den Haag HS – Rotterdam Centraal                                                                                              | Nachtnet. In beide richtingen stopt de eerste trein (in beide richtingen rond 1:30 uur) op Amsterdam Bijlmer ArenA. In de nacht van dinsdag op woensdag zijn er werkzaamheden aan de Westtak. Deze serie stopt dan niet op Schiphol Airport. Dat station wordt dan bediend door intercity 11400. |
| 11400 | Intercity (NS) | Leiden Centraal – Schiphol Airport – Amsterdam Bijlmer ArenA | Nachtnet. Rijdt alleen in de nachten volgend op dinsdag en woensdag |
| 2100  | Intercity (NS) | Amsterdam Centraal – Haarlem – Leiden Centraal – Den Haag Centraal | rijdt niet na 22.00 behalve op vrijdag en zaterdag |
| 2200  | Intercity (NS) | Amsterdam Centraal – Amsterdam Sloterdijk – Haarlem – Leiden Centraal – Den Haag HS – Delft – Schiedam Centrum – Rotterdam Centraal – Dordrecht – Roosendaal – Vlissingen                                  | Rijdt op weekdagen overdag 1x/uur en vormt een halfuurdienst met series 2300 (tussen Amsterdam Centraal en Roosendaal) en 6500 (tussen Roosendaal en Vlissingen). 's Avonds en in het weekend rijdt deze serie 2x/uur.                                                                           |
| 2300  | Intercity (NS) | Amsterdam Centraal – Amsterdam Sloterdijk – Haarlem – Leiden Centraal – Den Haag HS – Delft – Schiedam Centrum – Rotterdam Centraal – Dordrecht – Roosendaal – Vlissingen                                  | Rijdt alleen op weekdagen overdag en rijdt 1x/uur. Vormt tussen Amsterdam Centraal en Roosendaal een halfuursdienst met serie 2200. 's Avonds en in het weekend rijdt serie 2200 2x/uur. |
| 3100  | Intercity (NS) | Den Haag Centraal – Leiden Centraal – Schiphol Airport – Amsterdam Bijlmer ArenA – Utrecht Centraal – Veenendaal-De Klomp – Ede-Wageningen – Arnhem Centraal – Nijmegen                                    | Rijdt na circa 22:30, zaterdagochtend tot circa 9:00 en op zondagochtend tot circa 10:00 niet tussen Nijmegen en Utrecht Centraal v.v. Stopt alleen van vrijdag t/m zondag tot circa 19:00 te Veenendaal-De Klomp.                                                                               |
| 3200  | Intercity (NS) | Arnhem Centraal – Ede-Wageningen – Utrecht Centraal – Amsterdam Zuid – Schiphol Airport – Leiden Centraal – Den Haag HS – Delft – Rotterdam Centraal                                                       | Stopt niet te Schiedam Centrum. Rijdt alleen van maandag tot en met donderdag tot circa 19:00. |
| 3500  | Intercity (NS) | Dordrecht – Rotterdam Centraal – Schiedam Centrum – Delft – Den Haag HS – Leiden Centraal – Schiphol Airport – Amsterdam Zuid – Utrecht Centraal – 's-Hertogenbosch – Eindhoven Centraal – Helmond – Venlo | Rijdt na circa 22:30, op zaterdagochtend tot circa 9:00 en op zondagochtend tot circa 10:00 niet tussen Dordrecht en Utrecht Centraal v.v. |
| 4300  | Sprinter (NS)  | Den Haag Centraal – Leiden Centraal – Schiphol Airport – Amsterdam Zuid – Weesp – Almere Centrum – Almere Buiten – Almere Oostvaarders – Lelystad Centrum                                                  | |
| 5700  | Sprinter (NS)  | Utrecht Centraal – Hilversum – Weesp – Amsterdam Zuid – Schiphol Airport – Hoofddorp – Leiden Centraal | Rijdt niet na 20:00 uur. Rijdt vrijdag en in het weekend niet tussen Hoofddorp en Leiden Centraal. |
| 6300  | Sprinter (NS)  | (Den Haag Centraal – ) Leiden Centraal – Heemstede-Aerdenhout – Haarlem | Rijdt na 20:00 uur en op vrijdag en in het weekend tussen Leiden Centraal en Haarlem. |
| 6700  | Sprinter (NS)  | Leiden Centraal – Alphen a/d Rijn – Woerden – Utrecht Centraal – Geldermalsen – Tiel | Rijdt alleen na 18:00 uur en van vrijdag t/m zondag. Rijdt non-stop tussen Woerden en Utrecht Centraal. |
| 8800  | Sprinter (NS)  | Leiden Centraal – Alphen a/d Rijn – Woerden – Utrecht Centraal – Geldermalsen – 's-Hertogenbosch | Rijdt alleen van maandag t/m donderdag tot 18:00 uur. Rijdt non-stop tussen Woerden en Utrecht Centraal. |
| 8900  | Sprinter (NS)  | (Leiden Centraal – Alphen a/d Rijn – )Woerden – Utrecht Centraal | Rijdt niet in het weekend en na 20.00 uur. Rijdt alleen van maandag t/m vrijdag in de spitsuren van/naar Leiden Centraal en vormt dan tussen Leiden Centraal en Woerden een kwartierdienst met serie 8800.                                                                                       |

### Busstation
Station Leiden Centraal is een knooppunt voor het stads- en streekvervoer. In het busstation hebben de buslijnen in principe een eigen vertrekperron, maar wanneer deze vol is (twee bussen), kan de chauffeur uitwijken naar een perron naast het geplande perron. De vertrekplaats wordt door een dynamisch reizigersinformatiesysteem toegewezen en aangeduid op grote vertrekstaten.
In het kader van de herontwikkeling van het stationsgebied wilde de gemeente Leiden in 2016 het busstation verplaatsen naar de andere kant van de sporen. Hiertegen rees veel verzet en de provincie ging niet akkoord met het bekostigen van de verplaatsing.
De exploitatie van bijna alle lijnen is in handen van Qbuzz. De lijnen 43 en 45 wordt door EBS geëxploiteerd.
De volgende lijnen komen bij het centraal station:
| Lijn             | Route                                                      | Via | Perron           | Bijzonderheden                                                       |
| StadsBuzz Leiden | StadsBuzz Leiden                                           | StadsBuzz Leiden | StadsBuzz Leiden | StadsBuzz Leiden                                                     |
| ---------------- | ---------------------------------------------------------- | --- | ---------------- | -------------------------------------------------------------------- |
| 1                | Station De Vink – Leiderdorp, Leyhof                       | Stevenshof, Centraal Station, Breestraat, Station Lammenschans, Leiderdorp                                                                           | A/D              | Rijdt na Leyhof verder als lijn 3.                                   |
| 2                | Station De Vink – Leiderdorp, Oranjewijk                   | Stevenshof, Centraal Station, Breestraat, Station Lammenschans, Leiderdorp, Alrijne Ziekenhuis                                                       | A/D              |                                                                      |
| 3                | Leiderdorp, Leyhof – Leiden, Merenwijk                     | Buitenhof, Rietschans, De Kooi, De Waard, Breestraat, Centraal Station, LUMC, Groenoord                                                              | A/E              | Rijdt na Leyhof verder als lijn 1 en na Merenwijk verder als lijn 4. |
| 4                | Station De Vink – Leiden, Merenwijk                        | Fortuinwijk, Station Lammenschans, Breestraat, Centraal Station, LUMC, Groenoord                                                                     | A/E              | Rijdt na Merenwijk verder als lijn 3.                                |
| 9                | Leiden, Centraal Station – Bio Science Park                | | B                | Spits-/ringlijn                                                      |
| 14               | Leiden, Centraal Station – Station De Vink                 | Breestraat, Tuinstadwijk | A                |                                                                      |
| StreekBuzz       |                                                            | |                  |                                                                      |
| 20               | Leiden, Centraal Station – Noordwijk, Vuurtorenplein       | Oegstgeest, Rijnsburg | D                | Rijdt daarna verder als lijn 21.                                     |
| 21               | Leiden, Centraal Station – Noordwijk, Vuurtorenplein       | Oegstgeest, Rijnsburg | D                | Rijdt daarna verder als lijn 20.                                     |
| 22               | Leiden, Centraal Station – Nieuw-Vennep, Station           | Leiden Bio Science Park, N206, Valkenburg, Katwijk aan de Rijn, Noordwijk, Noordwijkerhout, Hillegom (Station Hillegom), Beinsdorp                   | B                |                                                                      |
| 23               | Leiden, Centraal Station – Noordwijk, Picképlein           | Leiden Bio Science Park, N206, Valkenburg, Katwijk aan de Rijn                                                                                       | B                |                                                                      |
| 30               | Leiden, Centraal Station – Noordwijk, Willem van den Bergh | Oegstgeest, Rijnsburg, Katwijk aan den Rijn, Katwijk                                                                                                 | B                | Rijdt daarna verder als lijn 31.                                     |
| 31               | Leiden, Centraal Station – Noordwijk, Willem van den Bergh | Oegstgeest, Rijnsburg, Katwijk aan den Rijn, Katwijk                                                                                                 | B                | Rijdt daarna verder als lijn 30.                                     |
| 38               | Leiden, Centraal Station – Katwijk, Unnamed Valley (AZC)   | Torenvlietbrug, Valkenburg, Katwijk aan den Rijn | B                |                                                                      |
| 43               | Leiden, Centraal Station – Den Haag, Centraal Station      | Leiden Bio Science Park, Haagse Schouw, Wassenaar (De Kieviet, van Oldenbarneveltweg, Maaldrift), Marlot, Bezuidenhout                               | D                |                                                                      |
| 45               | Leiden, Centraal Station – Den Haag, Centraal Station      | Station Lammenschans, Voorschoten, GGZ Haagstreek, Voorburg (Station Leidschendam-Voorburg, Station), Beatrixkwartier/Bezuidenhout                   | B                |                                                                      |
| 50               | Leiden, Centraal Station – Lisse, Meer en Duin             | Oegstgeest, Warmond, Sassenheim | C                |                                                                      |
| 55               | Voorhout, Station – Voorschoten, Starrenburg               | Oegstgeest, Centraal Station, Station Voorschoten | A/C              |                                                                      |
| 56               | Sassenheim, Station – Roelofarendsveen, Stationsstraat     | Oegstgeest, Centraal Station, Leiderdorp, Oud Ade, Rijpwetering                                                                                      | A/C              |                                                                      |
| 169              | Leiden, Centraal Station – Alphen aan den Rijn, Station    | Zoeterwoude-Rijndijk, Hazerswoude-Rijndijk, Koudekerk aan den Rijn                                                                                   | A                |                                                                      |
| 182              | Leiden, Centraal Station – Alphen aan den Rijn, Station    | Leiderdorp, Hoogmade, Woubrugge, Ter Aar | E                |                                                                      |
| 183              | Oegstgeest, Corpus – Alphen aan den Rijn, Station          | Leiden Bio Science Park, Centraal Station, Leiderdorp, Hoogmade, Woubrugge                                                                           | B/E              |                                                                      |
| 187              | Leiden, Centraal Station – Boskoop, Station                | Zoeterwoude-Rijndijk, Hazerswoude-Rijndijk, Hazerswoude-Dorp                                                                                         | A                |                                                                      |
| 250              | Leiden, Centraal Station – Haarlem, Station                | Leiden Bio Science Park, A44, Lisse, Hillegom, Bennebroek, Heemstede                                                                                 | C                |                                                                      |
| SnelBuzz         |                                                            | |                  |                                                                      |
| 365              | Leiden, Centraal Station – Schiphol, Airport               | Leiderdorp, Roelofarendsveen, Oude Wetering, Weteringbrug, Leimuiderbrug, Hoofddorp, De Hoek                                                         | D                |                                                                      |
| 366              | Leiden, Centraal Station – Leimuiden, Tuinderij            | Leiderdorp, Roelofarendsveen, Oude Wetering, Weteringbrug, Leimuiderbrug                                                                             | D                |                                                                      |
| R-net            |                                                            | |                  |                                                                      |
| 400              | Zoetermeer, Centrum-West – Noordwijk, ESA ESTEC            | Stompwijk, Zoeterwoude, Centraal Station, Torenvlietbrug, N206 (Valkenburg), Katwijk aan den Rijn, Katwijk-Noord (via N206), Hoorneslaan, Space Expo | F/G              |                                                                      |
| 401              | Zoetermeer, Centrum-West – Katwijk, Boulevard-Zuid         | Stompwijk, Zoeterwoude, Centraal Station, Torenvlietbrug, N206 (Valkenburg), Katwijk aan Zee, Vuurbaakplein                                          | F/G              |                                                                      |
| 410              | Leiden, Centraal Station – Leiderdorp, Alrijne Ziekenhuis  | De Kooi | E                | Ook onderdeel van stadsdiensten                                      |
| KeukenhofBuzz    |                                                            | |                  |                                                                      |
| 854              | Leiden, Centraal Station – Lisse, Keukenhof                | | H                | Sneldienst, rijdt alleen wanneer Keukenhof open is.                  |

## Ontwikkeling aantal reizigers
Het aantal door NS vervoerde reizigers (per gemiddelde werkdag) ontwikkelde zich sedert 2019 als volgt:
| Jaar | Aantal reizigers |
| ---- | ---------------- |
| 2019 | 102.305          |
| 2020 | 44.102           |
| 2021 | 48.046           |
| 2022 | 72.162           |
| 2023 | 80.342           |
| 2024 | 80.409           |